# 踊るマハラジャ★NYへ行く
『踊るマハラジャ★NYへ行く』（おどるマハラジャ★ニューヨークへいく、原題:The Guru）は、2002年に公開されたイギリス・フランス・アメリカのセックスコメディ映画。デイジー・フォン・シャーラー・メイヤーが監督を務め、ジミ・ミストリー、ヘザー・グラハム、マリサ・トメイが出演している。

## キャスト
※括弧内は日本語吹替
- ラムー・グプタ - ジミ・ミストリー（英語版）（落合弘治）
- シャローナ - ヘザー・グラハム（日野由利加）
- レクシー - マリサ・トメイ（山像かおり）
- ドワイン - マイケル・マッキーン（石塚運昇）
- シャンタル - クリスティーン・バランスキー（沢田敏子）
- ラスティ・マクギー - ダッシュ・ミホク（咲野俊介）
- ヴィジャイ・ラオ - エミル・マルヴァ（英語版）（高木渉）
- エドウィン - ロナルド・ガットマン（英語版）（千田光男）
- フラナガン - マラキー・マッコート
- チーフ - サンジーヴ・バースカル（英語版）
- ウェイター - リズワン・マンジ
- サンジャイ - アジェイ・ナイデュ（岩崎ひろし）
- ラスティの母 - アニタ・ジレット（大橋世津）
- ラスティの父 - パット・マクナマラ
- パーチェス - ドワイト・エウェル（英語版）
- 若いラムー - アレックス・カーン

## 製作
撮影には2か月間かかり、大半のシーンはニューヨークで、いくつかのシーンはデリーで撮影された。ニューヨークではタイムズスクエア、チャイナタウン、セントラル・パーク、ハンツ・ポイント、クイーンズ区、ブルックリン区、ジョージ・ワシントン・ブリッジ、ワールドトレードセンターで撮影が行われた。

## 評価
Rotten Tomatoesには87件のレビューが寄せられ支持率57%、平均評価5.7/10となっており、Metacriticでは37件のレビューが寄せられ47/100のスコアとなっている。バラエティ誌のデレク・エリーはエディンバラ国際映画祭で映画を鑑賞した後、映画を「一般的に面白いが、古臭いセックスコメディ」と表現し、「ブレイク・エドワーズが1968年に手がけたコメディ『The Party』から進歩が見られない」と批評している。BBCは、「魅力的なマサラ映画を調理するための、ボリウッドとハリウッドの風刺とロマンスが混ざり合っている」と批評している。